# 오메테오틀
오메테오틀(나와틀어: Ōmeteōtl [oːmeˈteoːt͡ɬ]→두 신)은 아스텍 신화의 오메테쿠틀리(나와틀어: Ometecuhtli)와 오메시우아틀(나와틀어: Omecihuatl) 부부신을 한 쌍으로서 일컫는 말이다. 두 신을 각기 토나카테쿠틀리와 토나카시우아틀이라고도 한다. 언급되는 문헌이나 증거 자체가 매우 희박해서, 이들이 당대 메소아메리카 신화에서 어떤 위치와 중요성을 가지고 있었는지에 대해서 학자마다 제설이 있다.
다수의 나우아어 문헌, 특히 『플로렌티아서』에 보면 나우아족의 세계관은 13층의 하늘(일루이카틀)로 이루어져 있고 그 중에 가장 높은 것이 제13천 일루이카틀오메요칸인데, 그 뜻은 “둘의 공간(영어: place of duality)”이라는 뜻이다. 중남미를 여행한 프랑스인 프란치스코회 학자 앙드레 테베가 번역한 나우아틀어 문헌들에 보면 제13천에는 “두 신”이라는 의미의 오메테쿠틀리가 존재하며, 두 신 중 한쪽은 여신이라고 되어 있다. 또한 『멕시카인의 그림에서 읽는 멕시카인의 역사』에서는 제13천에 토나카테쿠틀리와 토나카시우아틀(각각 “풍성한 남주”와 “풍성한 여주”)이 산다고 거명하면서, “그들은 제13천에서 자라났고 언제나 제13천에 있었다. 그들의 기원은 알려진 바가 없고, 다만 알 수 있는 것은 제13천에 있는 그들의 거처와 창조물 뿐이었다”고 기록했다. 한편 『멕시카인의 아가』에는 오메테오틀이 단독자인 것처럼 이야기되기도 한다.
이런 문헌들을 훈고하여 미구엘 레온포르티야를 필두로 많은 학자들이 “오메테오틀”이라는, 문헌상에 매우 드물게 나타나는 이름을 “한 쌍의 신”이라고 해석한다. 특히 레온포르티야는 더 나아가서 이들이 아스텍 신화의 창세신일 것이며, 단수와 복수를 오락가락하는 성질은 유럽의 삼위일체와 비슷한 신비주의적 성격을 가진 것이라고 해석했다. 그는 아스텍인들이 오메테오틀을 천상천에 위치한, 아예 초월적인 경지의 신으로 생각했고, 그래서 오메테오틀에 대한 기록문헌과 그들이 실제로 숭배된 증거가 부족한 것이라고 주장했다.
하지만 리처드 헤일리 등 다른 학자들은 오메테오틀이란 아스텍 사회에 실존했던 신격이 아니라고 주장한다. 이에 따르면 오메테오틀이란 이름은 “뼈”를 의미하는 어근 omi를 “둘”을 의미하는 ōme로 오독한 것이고, 오미테쿠틀리(“뼈의 남주”)란 뼈로 인간을 창조했다는 신화가 있는 토나카테쿠틀리와 미크틀란테쿠틀리의 별명일 뿐이다.